# ESAB
ESAB (NYSE: ESAB) Elektriska Svetsnings-Aktiebolaget er et amerikansk, oprindeligt svensk, industriselskab. Virksomheden har hovedkvarter i North Bethesda, Maryland.

ESAB producerer teknologi til svejsning, skæring, gaskontrol og diverse industrier.
Virksomheden blev etableret i 1904 af den svenske forretningsmand Oscar Kjellberg i Göteborg.